# Plympton (Devon)
Plympton ist ein Stadtteil der südwestenglischen Stadt Plymouth. Der Stadtteil hat etwa 35.000 Einwohner und war im Mittelalter ein bedeutender Handelsort.

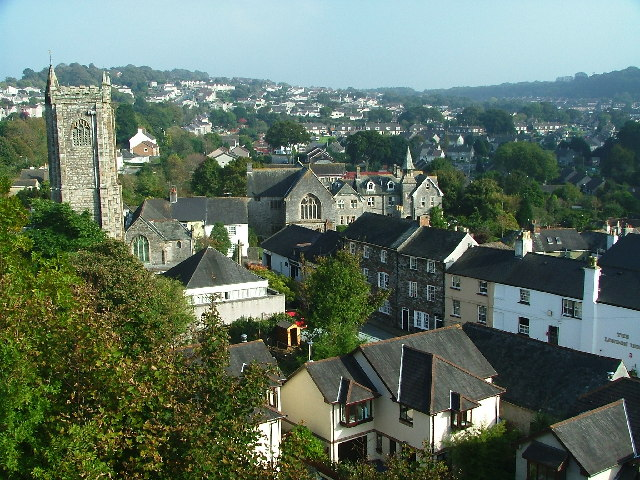
Die Altstadt von Plympton St Maurice: links die Kirche, in der Mitte die ehemalige Grammar School

## Lage
Plympton liegt etwa 8 km nordöstlich von Plymouth und etwa 3 km östlich des River Plym, etwa 3 km oberhalb dessen Mündung in den Plymouth Sound. Der Ortskern Plympton St Maurice liegt in einem Seitental des Plym.

## Geschichte
Die Ursprünge von Plympton reichen bis in die angelsächsische Zeit zurück. Erstmals wurde 904 ein Stift in Plymentum erwähnt, im Domesday Book von 1086 wird der Ort als Plintona bezeichnet. Der Name bedeutet auf altenglisch Pflaumenbaumdorf, diese Bezeichnung übertrug sich auf den Fluss und damit später auf die Stadt Plymouth.
1730 gab es in Plympton eine von nur noch zwei Blasmühlen in Devon.

### Plympton St Mary

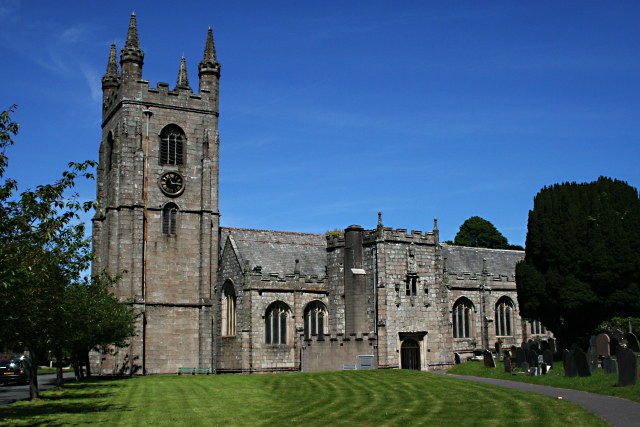
Die ehemalige Stiftskirche St Mary

Das 904 genannte Stift war ein Stift von Kanonikern. 1121 wurde es vom Bischof von Exeter in ein Augustiner-Chorherrenstift umgewandelt, das zum reichsten Stift von Devon wurde. Während der Reformation wurde das Stift 1539 aufgehoben, die Stiftskirche wurde zur Pfarrkirche umgewandelt. Die umgebenden Dörfer Ridgeway, Underwood und Colebrook wurden in dem über 40 km² großen Rural District Plympton St Mary zusammengefasst. 1848 erhielt Plympton St Mary einen Bahnhof an der South Devon Railway. Die Eisenbahnlinie wurde 1959 stillgelegt.

### Plympton St Maurice
Nach der normannischen Eroberung fiel die an der Straße nach Exeter gelegene angelsächsische Siedlung an Richard de Redvers. Richard oder sein Sohn Baldwin de Redvers errichteten in dem Ort eine Burg. Baldwin de Redvers wurde 1241 zum ersten Earl of Devon ernannt, wodurch der Ort zur Unterscheidung vom Stift den Namen Plympton Earl oder Erle, später auch nach der Pfarrkirche den Namen Plympton St Maurice erhielt.
Im 12. Jahrhundert verlief ein schiffbarer Arm des Plym direkt bis Plympton St Maurice, so dass die Siedlung um die Burg sich zu einem Handelsort entwickelte. Spätestens 1155 war dem Ort der Status eines Borough verliehen worden. Ab 1295 durfte sie zwei Vertreter in das Parlament entsenden. Nach Tavistock, Ashburton und Chagford wurde sie 1328 die vierte Stannary Town, in denen das im Dartmoor geförderte Zinn gewogen, verzollt und gestempelt wurde. Noch im 16. Jahrhundert war der Ort ein wichtiger Handelsort für Zinn, Wolle und andere Produkte. Der Bergbau im Dartmoor führte jedoch zum Niedergang Plymptons. Zinn wurde damals im Dartmoor durch Auswaschen gewonnen, weshalb die Bäche und Flüsse stark mit Schwebstoffen verschmutzt waren. Bereits 1512 beklagte der Abgeordnete Richard Strode, dass der Plym durch die Verschlammung durch den Bergbau nicht mehr schiffbar sei. Sein Protest war jedoch vergeblich. Der Plym verschlammte mehr und mehr, weshalb sich der Handel auf die an der Flussmündung gelegene Stadt Plymouth verlagerte. Zwar erhielt Plympton 1602 eine Royal Charter und das Recht, einen Bürgermeister zu wählen, doch die Bedeutung als Handelsort ging verloren. Auch die Bevölkerungszahl war rückläufig, so dass der Ort mit seinen zwei Parlamentswahlkreisen als Rotten borough galt. Von den 1015 Einwohnern im Jahr 1831 waren nur 54 wahlberechtigt, die gegen Zuwendungen Mitglieder der adligen Familien Treby, Trevor oder Edgcumbe oder andere Kandidaten wie den Architekten Christopher Wren oder den Kriegsminister Robert Stewart wählten. Bei der Wahlrechtsreform von 1832 verlor Plympton schließlich seine beiden Wahlkreise. Die Gemeinde verarmte, weil es keine Zuwendungen der Wahlkreisinhaber mehr erhielt, und musste sogar 1837 ein von Joshua Reynolds der Stadt geschenktes Selbstporträt an den Earl of Egremont verkaufen. Letztmals konnte 1859 ein Bürgermeister gewählt werden. Plympton sank zu einer Landgemeinde herab, die 1878 aus vier kleinen Straßen bestand.
Am 1. April 1967 wurden beide Gemeinden Plympton St Mary und Plympton St Maurice zusammen mit Plymstock von Plymouth eingemeindet, wobei einige Gebiete von Plympton St Mary an den District South Hams fielen.

## Sehenswürdigkeiten
Die Altstadt von Plympton St Maurice mit der Fore Street enthält neben den folgenden Bauten noch zahlreiche Häuser aus dem 17. und 18. Jahrhundert.

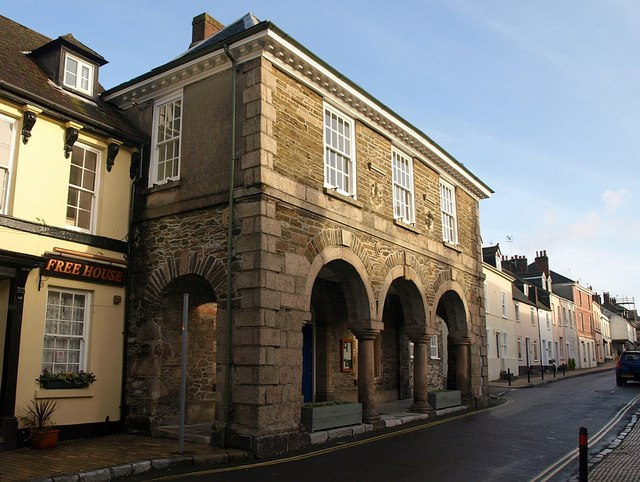
Das alte Rathaus

### Rathaus
Bereits im 13. Jahrhundert wurde ein erstes Rathaus an der Fore Street errichtet. Das jetzige Gebäude stammt von 1688. Nachdem 1860 kein neuer Bürgermeister mehr gewählt worden war, wurde es ab 1862 als Musiksaal genutzt. Das zweigeschossige Gebäude besitzt im Erdgeschoss eine offene Arkade, der ehemalige Ratssaal liegt im Obergeschoss.

### Burg
Plympton Castle wurde um 1100 als Motte errichtet und 1647 endgültig zerstört. Von dem Keep auf dem Burghügel sind noch Mauerreste vorhanden.

### Kirche St Maurice
Die erste Kirche wurde als Burgkapelle nach 1172 erbaut. Ende des 12. Jahrhunderts wurde das Patrozinium in Thomas Becket geändert. Der jetzige Bau aus Bruchstein mit flachen Schieferdächern wurde hauptsächlich im 15. Jahrhundert im Perpendicular Style erbaut, der Westturm wurde 1446 vollendet. Während der Reformation wurde das Patrozinium 1538 wieder in St Maurice geändert. 1878 wurde die Kirche restauriert, das Tonnengewölbe wurde 1905 rekonstruiert.

### Grammar School
Gegenüber der Kirche liegt die ehemalige Grammar School. Die Plympton Grammar School wurde von den Anwalt Elize Hele (1560–1635) gestiftet, der auf Winston Manor in der Nähe von Plympton geboren wurde. Die Schule wurde 1658 gegründet, das zweigeschossige Schulgebäude im Jakobinischen Stil wurde 1671 fertiggestellt. 1903 wurde die Schule geschlossen, doch 1921 wieder eröffnet. 1937 bezog die Schule ein neues Gebäude im Nordwesten Plymptons, 1983 wurde sie in Hele’s School umbenannt.

### Plympton House

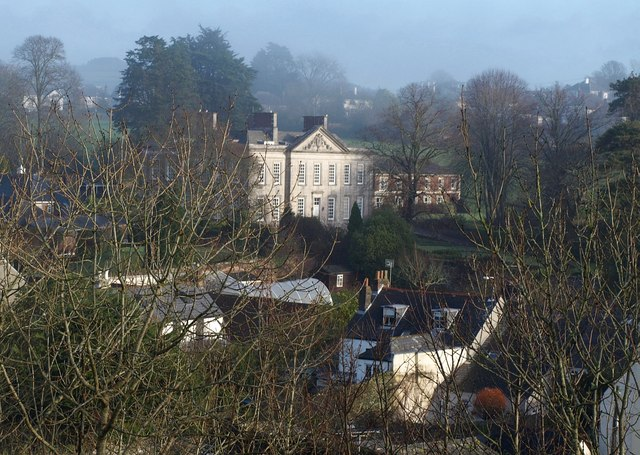
Plympton House

Plympton House, ein stattliches, zweigeschossiges Landhaus mit Mittelrisalit und sieben Fensterachsen, liegt nordöstlich der Kirche und der Burg in einem etwa 3 ha großen ummauerten Garten. Es wurde Ende des 17. Jahrhunderts für George Treby (1643–1700), der 1689 Chief Justice des Court of Common Pleas wurde, erbaut. Der Bau wurde von seinem Sohn George Treby (1684–1741) um 1720 vollendet. Das Haus blieb im 18. Jahrhundert im Besitz der Familie Treby und deren Erben. Ab 1835 wurde es als Irrenanstalt genutzt. Im 20. Jahrhundert erwarb die katholische Kirche das Haus und nutzt es seitdem als Pflegeheim.

### Kirche St Mary
Das ehemalige Augustiner-Stift lag etwa 500 m nordwestlich von Plympton St Maurice zwischen dem Tory Brook und dem Longbrook, zwei kleinen Zuflüssen des River Plym. Die ehemalige Stiftskirche hat noch einen Chorraum im Decorated Style des 14. Jahrhunderts, die übrige Kirche wurde im 15. Jahrhundert im Perpendicular Style erbaut. Die aus Kalkstein erbaute und mit flach geneigten Schieferdächern gedeckte Kirche besitzt einen Westturm aus Granit. Die ehemaligen Stiftsgebäude, die einen Kreuzgang umschlossen, sind nicht erhalten. Die Kirche ist heute von moderner Wohnbebauung umgeben.

### Saltram House
2 km westlich von Plympton liegt inmitten eines großen Landschaftsparks Saltram House, ein prächtiges Herrenhaus im georgianischen Stil.

## Söhne und Töchter der Stadt
- Richard Burthogge (1637/38–1705), Arzt und Philosoph
- Joshua Reynolds (1723–1792), Maler
- Henry Goldsmith (1885–1915), Ruderer
- Alfred Charles Briggs (1905–1988), Seemann und Forschungsreisender
- Cyril Henry Hoskin (1910–1981), Schriftsteller
- Paul Rogers (1917–2013), Schauspieler
- David Owen (* 1938), Politiker